# Cañón de 12 libras
El cañón de 12 libras era una pieza de artillería intermedia que disparaba bolas de hierro fundido de 12 libras (5,43 kg). Fue ampliamente utilizado por la mayoría de las grandes potencias navales durante los siglos XVII al XIX y también como artillería de asedio y de campaña.

## Uso
El cañón de 12 libras se montó en la mayoría de fragatas y grandes buques de guerra de las principales marinas del mundo como España, Francia, Gran Bretaña, Estados Unidos, Holanda o Suecia durante la época conocida como la Era de la navegación a vela.
También fue muy utilizado en tierra como artillería para infantería o de asedio y aunque en el mar el cañón de 12 libras, comparado con las grandes piezas de los navíos de a 36 libras o 24 libras, era un calibre modesto, en las campañas terrestres era considerado artillería pesada.

### En el mar
A finales del siglo XVIII los buques de la Marina Francesa acostumbraban a distribuir los cañones de 12 libras de este modo:
- En los navíos de línea de 118 cañones: 34 cañones de 12 libras en la tercera batería.
- En los navíos de línea de 80 cañones: 18 cañones de 12 libras en el castillo de proa y 14 en el de popa
- En los navíos de línea de 64 cañones: 28 cañones de 12 libras en la segunda batería.
- En las fragatas: 26 cañones de 12 libras.

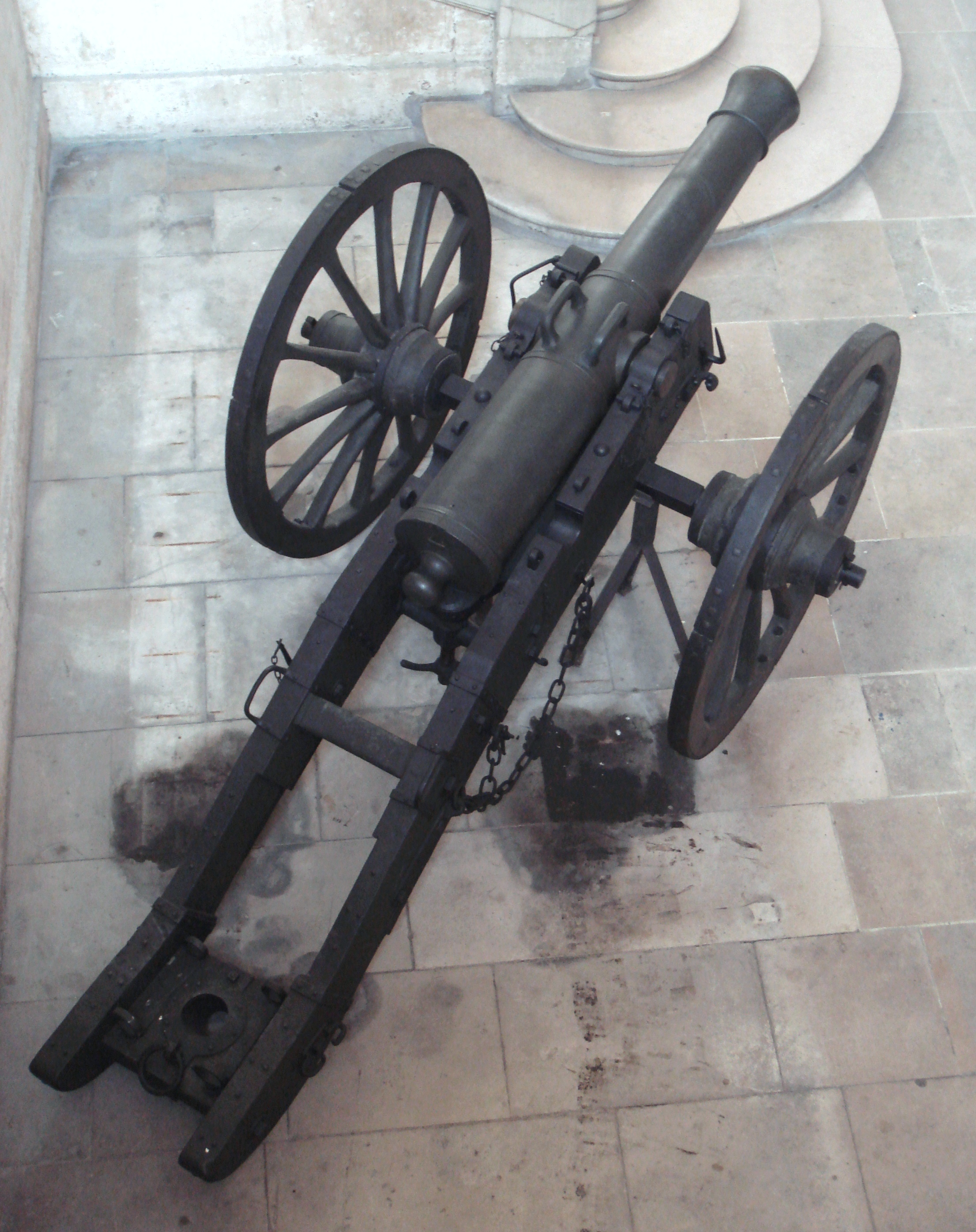
Cañón de 12 libras para campaña terrestre.

Por su parte, la Royal Navy lo hacía de la siguiente manera:
- En los navíos de línea de 90 cañones: 30 cañones de 12 libras en la tercera batería.
- En los navíos de línea de 50 cañones: 22 cañones de 12 libras en la segunda batería.
- En los navíos Razee: 12 cañones de 12 libras en el castillo de proa y 12 en el castillo de popa.
- En las fragatas, 26 cañones de 12 libras.

### En tierra
Justo a la mitad del siglo XIX, el cañón de 12 libras se convirtió en la pieza de artillería de mayor calibre usada en campañas terrestres. El modelo francés, a instancias de Napoleón, fue perfeccionado a finales del siglo XVIII por el ingeniero Jean-Baptiste Vaquette de Gribeauval quien diseñó un sistema que consiguió aligerar los cañones sin perder su potencia de fuego.
Las piezas de artillería se organizaron en Baterías que recibieron el nombre de Compañías de artillería a pie y cada una estaba compuesta por seis cañones, doce obuses y en teoría, al menos un centenar de hombres. Este, entre otros, fue uno de los motivos del arrollador éxito de los ejércitos napoleónicos.

## Dimensiones

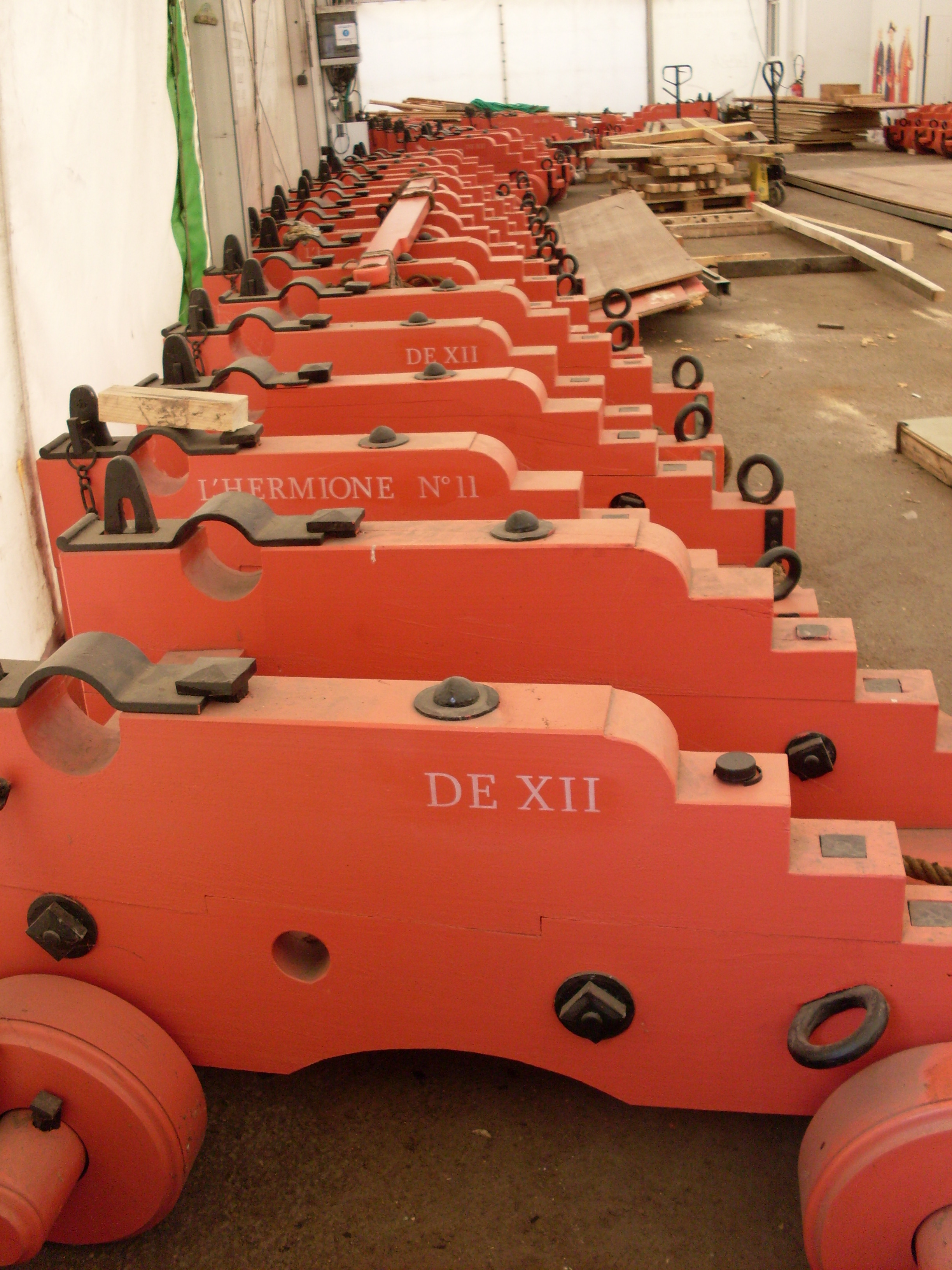
Cureñas para cañones de 12 libras.

Las dimensiones de un cañón de 12 libras variaban según la nacionalidad y la época. Las siguientes medidas corresponden a las de un cañón de 12 libras en hierro fundido de la Marina Francesa según el reglamento de 1786.
- Peso del cañón: 1470 kg
- Peso de la cureña: 275 kg
- Longitud del cañón: 2,43 m
- Diámetro del ánima: 120,7 mm
- Peso de la bala de 12 libras en hierro fundido: 5,8 kg

Hay que tener en cuenta que la libra francesa equivalía a 489,5 gr mientras que la británica era algo más ligera, 453,6 gr. Por su parte la libra española era prácticamente igual aunque algo menor que la francesa.
Una de las consecuencias de esta disparidad era que cuando se apresaba un barco contrario era necesario reemplazar la artillería.
La dotación para un cañón de 12 libras, tanto en mar como en tierra, era de entre 8 y 12 hombres, aunque en tierra había que sumar seis soldados de infantería para empujar el cañón junto a seis caballos que tiraban de él.